# Китон, Камилла
Ками́лла (Ками́л) Ки́тон (англ. Camille Keaton; род. 20 июля 1947 года в Пайн-Блаффе, Арканзас, США) — американская актриса, наиболее известная благодаря роли Дженнифер в скандально известном фильме «День женщины».

## Биография, карьера
Родилась в 1947 году в городке Пайн-Блафф в штате Арканзас, США. Является родственницей знаменитого актёра немого кино Бастера Китона. В 13 лет переехала с родителями в штат Джорджия, а в начале 1970-х уехала жить в Италию, где и получила свой первый опыт в съёмках, сыграв в нескольких итальянских фильмах в жанре джалло.
Вскоре по возвращении в Америку Китон сыграла в главной роли в культовом фильме «День женщины» (известен также под названием «Я плюю на ваши могилы»). «День женщины» получил скандальную известность как один из самых жестоких фильмов и был запрещён в ряде стран, а образ героини Дженнифер стал наиболее известным в карьере Камил Китон. За эту роль она получила приз на кинофестивале в Сиджесе в 1978 году как лучшая актриса. По утверждению Китон, эта роль была самой сложной из всех, что она играла. В дальнейшем актриса нечасто появлялась на экране, снимаясь в основном в эпизодических сценах в фильмах ужасов.
С 1979 по 1982 годы была замужем за продюсером «Дня женщины» Мейром Зархи. В 1993 Камил вышла замуж за Сидни Лафта и жила с ним до его смерти в 2005. Своих детей не имеет, однако она была мачехой четверых детей второго мужа, в том числе актрисы Лорны Лафт. В настоящее время живёт под Лос-Анджелесом.

## Избранная фильмография
| Год  |   | Русское название                                          | Оригинальное название                                                | Роль              |
| ---- | - | --------------------------------------------------------- | -------------------------------------------------------------------- | ----------------- |
| 1972 | ф | Что они сделали с Соланж?                                 | Cosa avete fatto a Solange?                                          | Соланж Борегар    |
| 1972 | ф | Трагическая история, случившаяся на вилле леди Александры | Estratto dagli archivi segreti della polizia di una capitale europea | Джейн             |
| 1973 | ф | Секс-колдунья                                             | Il sesso della strega                                                | Энн               |
| 1973 | ф | Как можно быть таким ублюдком, инспектор Клифф?           | Si può essere più bastardi dell'ispettore Cliff?                     | эскортница        |
| 1974 | ф | Мадлен, анатомия инкуба                                   | Madeleine, anatomia di un incubo                                     | Мадлен            |
| 1978 | ф | День женщины (Я плюю на ваши могилы)                      | Day of the Woman                                                     | Дженнифер Хиллз   |
| 1982 | ф | Неукротимая сила                                          | Raw Force                                                            | девушка в туалете |
| 1982 | ф | Бетонные джунгли                                          | The Concrete Jungle                                                  | Рита              |
| 1993 | ф | Дикая месть                                               | Savage Vengeance                                                     | Дженнифер Хиллз   |
| 2010 | ф | Турецкое седло                                            | Sella Turcica                                                        | Кармен Робак      |
| 2010 | ф | Обрубок                                                   | Chop                                                                 | миссис Рид        |
| 2012 | ф | Комната бабочек                                           | The Butterfly Room                                                   | Ольга             |
| 2012 | ф | Повелители Салема                                         | The Lords of Salem                                                   | Дорис фон Фукс    |
| 2015 | ф | План 9                                                    | Plan 9                                                               | бабушка           |
| 2017 | ф | Дом смерти                                                | Death House                                                          | Кристи Бун        |
| 2019 | ф | Я плюю на ваши могилы: Дежавю                             | I Spit on Your Grave: Deja Vu                                        | Дженнифер Хиллз   |
| 2019 | ф | Оплакивать негодяев                                       | Cry for the Bad Man                                                  | Марша Кейн        |
| 2020 | ф | Дикая месть                                               | Savage Vengeance                                                     | Вики Кел          |